# 加速規
加速規（英語：accelerometer），又稱加速計、加速針、加速度感測器、重力加速度感測器等等，是一種測量物體固有加速度的裝置。固有加速度是指物體相對於處於自由落体狀態的觀察者（即相對於惯性参考系）的加速度（速度的變化率, rate of change）。固有加速度與坐標加速度不同，坐標加速度是相對於給定坐標系的加速度，而坐標系可能在加速，也可能不在加速。舉例來說，一個靜止在地球表面的加速規，會測量出由於地球引力而直向上的加速度，約為g ≈ 9.81 m/s2。相比之下，處於自由下落狀態的加速規所測量的加速度為零。
加速規在工業、消費性產品和科學領域有許多用途。高靈敏度加速規用於飛機和導彈的慣性導航系統。在無人航空載具中，加速規有助於穩定飛行。微机电系统 (MEMS) 加速計用於手持式電子裝置，例如智慧型手機、相機和電動遊戲控制器，以偵測這些裝置的移動和方向。工業機械的震動則由加速規監測。地震儀是一種靈敏的加速規，用於監測地震等地面運動。
當兩個或兩個以上的加速規彼此協調時，它們可以量測在空間中的距離上的適當加速度差異，特別是重力，也就是重力場的梯度。重力梯度測量非常有用，因為絕對重力是一種微弱的效應，並且取決於當地的地球密度，而地球密度是相當多變的。
單軸加速規可沿著指定軸線測量加速度。多軸加速規同時偵測適當加速度的大小和方向，作為向量量，通常以沿著不同軸定向的數個單軸加速規來實作。

## 物理原理

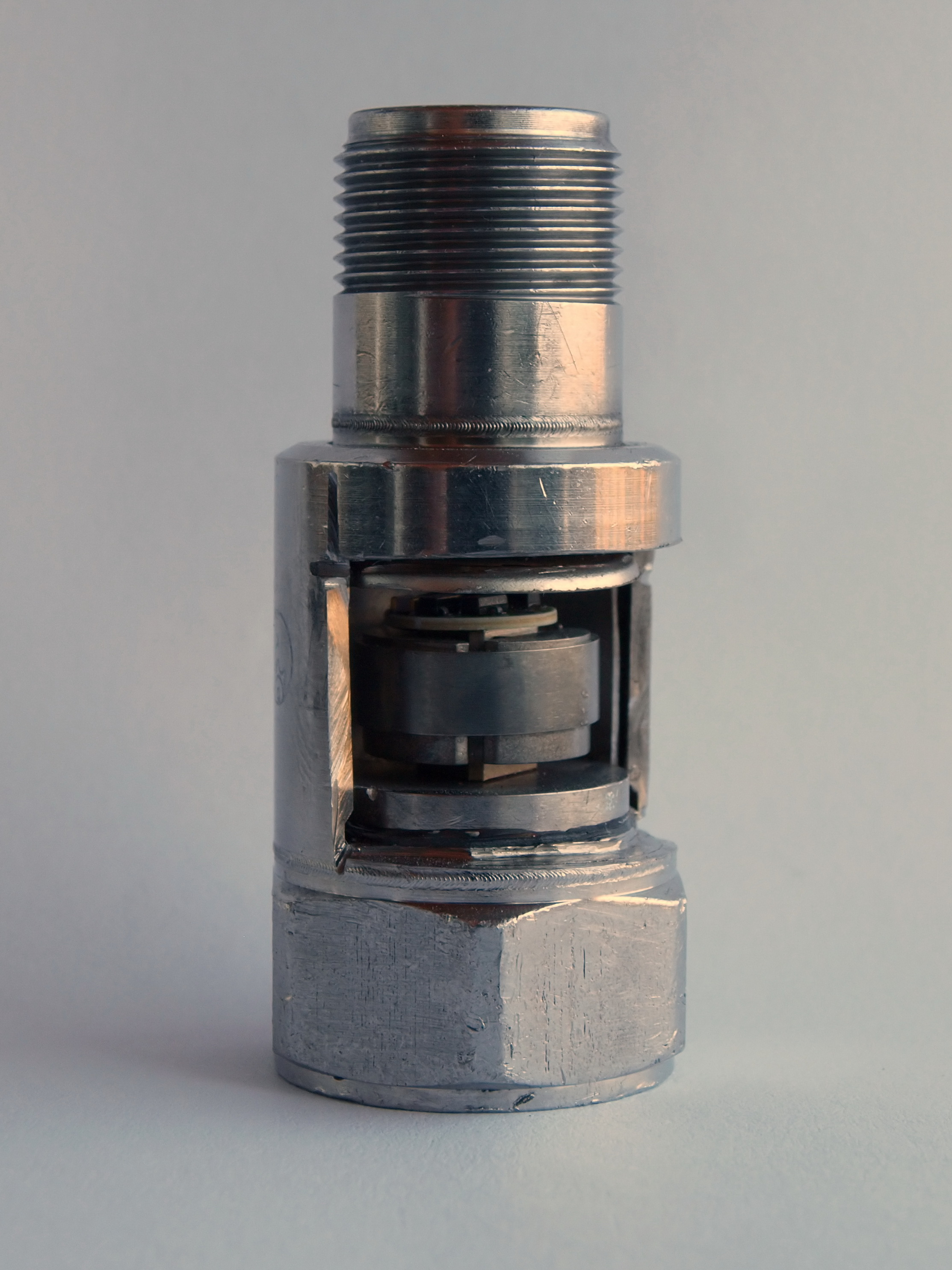
一個加速規

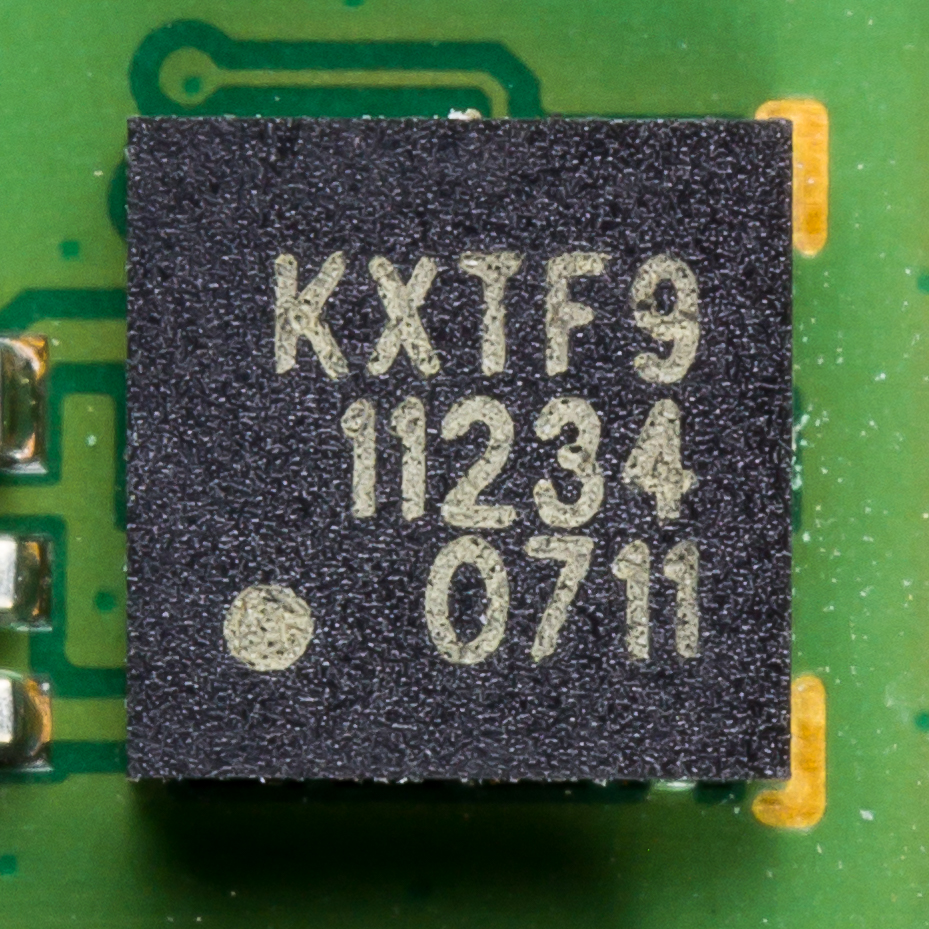
Kionix的三軸數位加速規，位於Motorola Xoom平板電腦內

加速規測量固有加速度，這是它相對於自由落體所經歷的加速度，也是人和物體所感受到的加速度。換句話說，在時空中的任何一點，等效原理保證了局部慣性系的存在，並且加速規測量相對於該慣性系的加速度。這種加速度通常稱為G力；即與標準重力相比。
相對於地球表面靜止的加速規會顯示向上約1g的加速度，因為地球表面相對於當地慣性框架 (自由落下的物體在地球表面附近的框架) 施加向上的法向力。為了得到相對於地球的運動加速度，必須減去這個「重力偏移」，並修正地球相對於慣性框架的自轉所造成的影響。
出現引力偏移的原因是愛因斯坦的等效原理，該原理指出引力對物體的影響與加速度是無法區分的。當透過例如施加地面反作用力或等效的向上推力，將加速規固定在重力場中時，加速規的參考系 (其本身的外殼) 會相對於自由下落的參考系向上加速。
加速規種類多樣，其常用的作用原理有壓電效應、壓阻效應、電容式感應等。

## 應用
- 加速規的應用之一是測量重力，特別是使用於重量測定法的加速規上，這樣的裝置稱為重力計。
- 和許多其它科學與工程系統一樣，加速規與陀螺儀一同使用於慣性導引系統中。MEMS（微機電系統）加速規最常見於現代汽車的安全氣囊系統上，以偵測碰撞發生時車輛突然的減速度。
- 加速規可能是最簡單的MEMS裝置，有時只由一個懸臂和一個重鎚組成，利用撓曲和電路來測量加速度。MEMS加速規可以測量幾千個G的幅度，單軸、二軸、三軸都可以。
- 加速規的廣泛使用使得自動化工業大幅降低成本。
- 將加速規運用在定位的估算上的研究也正在進行。全球定位系統（簡稱「GPS」）必須接收到衛星訊號才能使用，如果裝置進到坑道內，就可以利用加速規來推斷位置。
- 加速規也可以應用在貨物運送中，常見於木箱或紙箱外黏貼的一個裝置衝擊指示器，可以偵測運輸中碰撞發生對貨物產生的加速度G。[6]

## 參看
- 強震儀
- 地震檢波器
- 地震儀
- 自由度
- 陀螺儀
- 慣性測量單元
- 惯性导航系统
- 磁强计

## 外部連結
- Trends in accelerometer design
- Analog devices application note: Accelerometer Design and Applications（页面存档备份，存于）
- 3D MEMS Technology（页面存档备份，存于）
- Beginner's guide to accelerometers（页面存档备份，存于）